# Méry-Corbon
Pour les articles homonymes, voir Méry et Corbon.
Méry-Corbon est une ancienne commune du département du Calvados, dans la région Normandie, en France, devenue le 1er janvier 2017 une commune déléguée au sein de la commune nouvelle de Méry-Bissières-en-Auge, statut supprimé le 1er mars 2021.

## Géographie

### Localisation
| Cléville                 | Cléville                   | Hotot-en-Auge                         |
| Cléville                 | Méry-Corbon                | Biéville-Quétiéville                  |
| Croissanville, Bissières | Bissières, Magny-le-Freule | Biéville-Quétiéville, Magny-le-Freule |

## Toponymie
Le nom de Méry est attesté sous la forme Mairreium au XIe siècle en 1165; Mereium en 1195; Merieium en 1258; Mérie en 1297.
Corbon est attesté sous la forme Corbun au XIe siècle.
Le gentilé est Méry-Corbonais.

## Histoire
Une halte ferroviaire a été ouverte en 1879 sur la ligne Mézidon - Dives-Cabourg, prolongée jusqu'à la gare de Trouville-Deauville en 1884. La section entre la gare de Mézidon et la gare de Dives-Cabourg a été fermée au trafic voyageur en 1938 et au fret en 1969. Cette section a par la suite été déclassée et déferrée. Une partie de la plate-forme a été transformée en route.[réf. souhaitée]

## Politique et administration
| Période                                  | Période       | Identité               | Étiquette | Qualité     |
| ---------------------------------------- | ------------- | ---------------------- | --------- | ----------- |
| mars 1983                                | mars 2001     | Jean-François Goupille |           | Assureur    |
| mars 2001                                | mars 2014     | Régine Michel          | DVG       | Secrétaire  |
| mars 2014                                | décembre 2016 | Pascal Terrier         | SE        | Agriculteur |
| Les données manquantes sont à compléter. |               |                        |           |             |

Le conseil municipal était composé de quinze membres dont le maire et trois adjoints.

## Démographie
L'évolution du nombre d'habitants est connue à travers les recensements de la population effectués dans la commune depuis 1793. À partir du 1er janvier 2009, les populations légales des communes sont publiées annuellement dans le cadre d'un recensement qui repose désormais sur une collecte d'information annuelle, concernant successivement tous les territoires communaux au cours d'une période de cinq ans. 
Pour les communes de moins de 10 000 habitants, une enquête de recensement portant sur toute la population est réalisée tous les cinq ans, les populations légales des années intermédiaires étant quant à elles estimées par interpolation ou extrapolation. Pour la commune, le premier recensement exhaustif entrant dans le cadre du nouveau dispositif a été réalisé en 2006,.
En 2019, la commune comptait 905 habitants, en évolution de −9,5 % par rapport à 2014 (Calvados : +1,58 %, France hors Mayotte : +2,49 %).
La commune a atteint son maximum de population dans les années 1830 avec 905 habitants recensés en 1836. Puis elle s'est progressivement dépeuplée jusqu'à descendre à 440 habitants en 1931. La population a ensuite presque doublé en 60 ans (873 habitants en 1990).
| 1793 | 1800 | 1806 | 1821 | 1831 | 1836 | 1841 | 1846 | 1851 |
| ---- | ---- | ---- | ---- | ---- | ---- | ---- | ---- | ---- |
| 554  | 721  | 855  | 867  | 879  | 905  | 881  | 888  | 865  |

| 1856 | 1861 | 1866 | 1872 | 1876 | 1881 | 1886 | 1891 | 1896 |
| ---- | ---- | ---- | ---- | ---- | ---- | ---- | ---- | ---- |
| 780  | 702  | 720  | 703  | 707  | 669  | 666  | 548  | 553  |

| 1901 | 1906 | 1911 | 1921 | 1926 | 1931 | 1936 | 1946 | 1954 |
| ---- | ---- | ---- | ---- | ---- | ---- | ---- | ---- | ---- |
| 545  | 534  | 517  | 485  | 485  | 440  | 466  | 511  | 592  |

| 1962 | 1968 | 1975 | 1982 | 1990 | 1999 | 2006 | 2011  | 2016 |
| ---- | ---- | ---- | ---- | ---- | ---- | ---- | ----- | ---- |
| 551  | 556  | 587  | 621  | 873  | 835  | 814  | 1 012 | 945  |

| 2019 | - | - | - | - | - | - | - | - |
| ---- | - | - | - | - | - | - | - | - |
| 905  | - | - | - | - | - | - | - | - |

## Culture locale et patrimoine

### Lieux et monuments
- L'église Saint-Martin (partiellement du XIe siècle), romane, inscrite au titre des monuments historiques[13].
- Le manoir de Montfreule du XVIe siècle, partiellement inscrit[14].
- Le château de Launay.
- Vestiges d'une motte féodale entourée de douves[15].

### Activité et manifestations

#### Sports
Le club Airan-Méry-Corbon Val d'Auge, avant 2010 Entente sportive Airan-Méry-Corbon. Le club se fusionne avec Croissanville et devient lors de la saison 2010-2011 Airan Méry Croissanville Val d'Auge. Le club a deux équipes. Il fait évoluer la première en ligue de Basse-Normandie et la deuxième en division de district. Le club forme aussi des jeunes dans  plusieurs catégories: U9 (débutants), U11 (poussins) et U13 (benjamins). Yohan Eudeline qui joue maintenant à Sedan a commencé à jouer dans ce club.

#### Jumelages
- Mary Tavy (Royaume-Uni) depuis 1980.

### Personnalités liées à la commune
- Gustave Loisel (Méry-Corbon, 1864 - 1933), docteur ès sciences et docteur en médecine, biologiste et professeur en Sorbonne.
- Yohan Eudeline (né en 1982), footballeur professionnel, a débuté au club de football local.

### Héraldique
| Blason de Méry-Corbon | Blason  | De gueules au lion léopardé d'or, au chef cousu d’azur chargé d’un drakkar d’argent. |
| Blason de Méry-Corbon | Détails | Le statut officiel du blason reste à déterminer.                                     |